# Ticketbis
Das Unternehmen Ticketbis ist eine Onlineplattform, auf der Tickets für Veranstaltungen jeglicher Art gekauft und verkauft werden können. Ticketbis wurde 2009 von zwei jungen Unternehmern aus Spanien gegründet und ist derzeit in 31 Ländern vertreten. Ander Michelena und Jon Uriarte sind Gründer des Unternehmens und betreiben erfolgreich den Ticket-Zweitmarkt.

## Unternehmen
Ticketbis arbeitet als Vermittler zwischen Personen, die Tickets kaufen und verkaufen möchten. Tickets aus den Bereichen Musik, Sport, Theater und mehr werden täglich von Tausenden Portalnutzern angeboten. Der Verkäufer bestimmt den Preis. Sobald ein Ticket verkauft wurde, ist der Verkäufer für die rechtzeitige Zustellung der Ware vor dem Event zuständig.
Ticketbis ist in 31 Ländern tätig und hat Niederlassungen in 14 Ländern. Ticketbis ist Marktführer in Südeuropa und Lateinamerika.
Im Jahr 2015 steigerte das Unternehmen seinen Umsatz auf 85 Millionen Euro und für das laufende Geschäftsjahr wird eine weitere Steigerung, auch wegen der Europameisterschaft in Frankreich und der Olympischen Spiele in Brasilien, erwartet.